# Rita Brütt
Rita Brütt Pacheco Vicente Ribeiro mais conhecida por Rita Brütt (Lisboa, São Domingos de Benfica, 30 de dezembro de 1982) é uma actriz portuguesa.

## Família
Filha mais nova de Alfredo João Vicente Ribeiro (Lisboa, São Cristóvão e São Lourenço, 15 de Março de 1945), Proprietário, e de sua mulher (Lisboa, 16 de Julho de 1977) Maria do Carmo Cardoso Brutt Pacheco (Porto, Cedofeita, 20 de Março de 1952), Médica de Clínica Geral e trineta de António Caetano do Rosário Pacheco e de sua mulher Aurora Quitéria Maria Álvares, de linhagem Brâmane de Primeiro Goankar brasonada de Margão, que recebia de tributo uma libra de ouro. Nasceu com sua irmã gémea mais nova Ana, e é irmã mais nova de Isabel Brütt Pacheco Vicente Ribeiro (Porto, Paranhos, 12 de Novembro de 1977) e Manuel Brütt Pacheco Vicente Ribeiro (Porto, Paranhos, 11 de Abril de 1979).

## Biografia
Entrou em Night Shop (2006) (TV) e em Conta-me como Foi que estreou em 2007 e terminou em 2009.
Estreou-se em teatro profissional com a peça Urgências no Teatro Maria Matos.
Em 2008 já esteve em cena no Teatro Nacional São João, no espectáculo de abertura do Fitei, Say it With Flowers.
Estreia-se com os Artistas Unidos em Setembro de 2009 na peça Seis Personagens à Procura de um Autor, encenação de Jorge Silva Melo no Teatro Municipal de São Luís. Com a mesma companhia estreará, em Guimarães e depois em Lisboa, a peça Ana, de José Maria Vieira Mendes, encenação de Jorge Silva Melo, com Sylvie Rocha, Pedro Lacerda e António Simão, ainda em 2009.
Em 2010 é Thea Elvested numa adaptação de Hedda Gabler, por José Maria Vieira Mandes para os Artistas Unidos, Hedda.
Com Maria João Luís, Lia Gama, Cândido Ferreira, Marco Delgado e António Pedro Cerdeira, encenação de Jorge Silva Melo, no Teatro Municipal de São Luís.
Em 2009/2010, após as gravações de Conta-me Como Foi, muda-se para a TVI.

## Filmografia
| Ano                   | Projeto           | Personagem       | Canal | Notas                                         |
| --------------------- | ----------------- | ---------------- | ----- | --------------------------------------------- |
| 2007-2011 / 2019-2023 | Conta-me como Foi | Isabel Lopes     | RTP1  | Elenco Principal                              |
| 2011-2012             | Anjo Meu          | Matilde Girão    | TVI   | Elenco Principal                              |
| 2014-2015             | Jardins Proibidos | Raquel Ramos     | TVI   | Elenco Principal                              |
| 2015-2017             | A Única Mulher    | Laura Gomes      | TVI   | Recorrente (T1) Participação Especial (T2,T3) |
| 2024-2025             | A Fazenda         | Enfermeira Carla | TVI   | Elenco adicional                              |